# Ricardo Altamirano
Ricardo Daniel Altamirano (Laguna Paiva, 12 de dezembro de 1965), mais conhecido como Ricardo Altamirano, é um ex-futebolista argentino que atuava como zagueiro.

## Carreira

### Clubes
Foi revelado em 1982 pelo Unión de Santa Fé, clube pelo qual fez sua estreia profissional em 1986. Em dois anos, realizou 63 jogos.
Viveu sua melhor fase atuando por Independiente, onde jogou entre 1988 e 1992 (102 partidas) e River Plate (123 jogos e quatro gols marcados entre 1992 e 1997). Retornou ao Unión em 1997, encerrando sua carreira no ano seguinte.[carece de fontes?]

## Seleção
Entre 1991 e 1995, Altamirano foi convocado 27 vezes para a Seleção Argentina, marcando um gol.[carece de fontes?]
Nas quatro competições em que esteve presente, "Negro", como o defensor era apelidado, teve fama de "pé-quente", pois a Argentina conquistara a Copa Rei Fahd de 1992 (embrião da Copa das Confederações) e o bicampeonato da Copa América (1991 e 1993, último título relevante da "Albiceleste").[carece de fontes?]
Altamirano tinha sua presença praticamente garantida na Copa de 1994, mas acabou sendo preterido pelo técnico Alfio Basile. Foi convocado ainda para a Copa América de 1995, último torneio internacional do defensor.[carece de fontes?]

## Títulos
Os títulos do Ricardo são:[carece de fontes?]
 Independiente
- Campeonato Argentino: 1988–89

 River Plate
- Campeonato Argentino: 1993–94 (Apertura)
- Campeonato Argentino: 1994–95 (Apertura)
- Campeonato Argentino: 1995–96 (Apertura)
- Campeonato Argentino: 1996–97 (Clausura)
- Taça Libertadores da América: 1996
- Supercopa Sul-Americana: 1997

 Argentina
- Copa América, 1991
- Copa América, 1993
- Copa Rei Fahd, 1992
- Copa Artemio Franchi: 1993